# Wang Yunjie
Wang Yunjie (王云阶S, Wáng YúnjiēP; Huangxian, 29 agosto 1911 – Shanghai, 4 giugno 1996) è stato un compositore cinese.
Uno dei più importanti compositori cinesi nel XX secolo, autore di numerose colonne sonore per il cinema e la televisione.

## Biografia
Cresciuto a Qingdao, studiò la musica contro il volere dei genitori, che tentarono in ogni modo di impedirgli di intraprendere gli studi musicali. Dopo alcuni anni a Shanghai, si trasferì a Pechino dove si laureò all'Università Normale per poi tornare a Qingdao come insegnante di musica nelle scuole medie. In seguito alla guerra di Shanghai del 1932 si impegnò nella composizione di brani anti-guerra a Wuhan e a Chongqing.
In seguito alla risoluzione del conflitto sino-giapponese, ritornò a Qingdao e fondò nel 1946 l'orchestra Yin Shi (音诗S, Yīn ShīP). In questi anni iniziò la sua collaborazione con la shanghaiese Kunlun Film Company, firmando le colonne sonore per i film Wanjia denghuo (萬家燈火S, Wàn jiā dēnghuǒP) nel 1948 e Un orfano chiamato San Mao (三毛流浪记S, Sān Máo liúlàng jìP) nel 1949, dove apparve in un piccolo ruolo; suo figlio Wang Longji, attore bambino, interpretò il protagonista San Mao.
Con l'affermarsi della Repubblica Popolare Cinese, Wang Yunjie fu nominato direttore della Shanghai Philharmonic Orchestra (上海爱乐乐团S, Shànghǎi ài yuè yuètuánP) e presidente del dipartimento musicale della commissione cinematografica del Ministero della cultura.
Nella sua carriera ha scritto più di quaranta colonne sonore di film e serie televisive. Una delle sue composizioni più celebri è La piccola rondine (小燕子S, Xiǎo yànziP), presente nel film Hushi riji (护士日记S, Hùshì rìjìP, lett. "Diario di un'infermiera") dove è cantata da Wang Danfeng, e divenuta tra le più note canzoni cinesi per bambini della Cina continentale.